# 나스닥 헬싱키

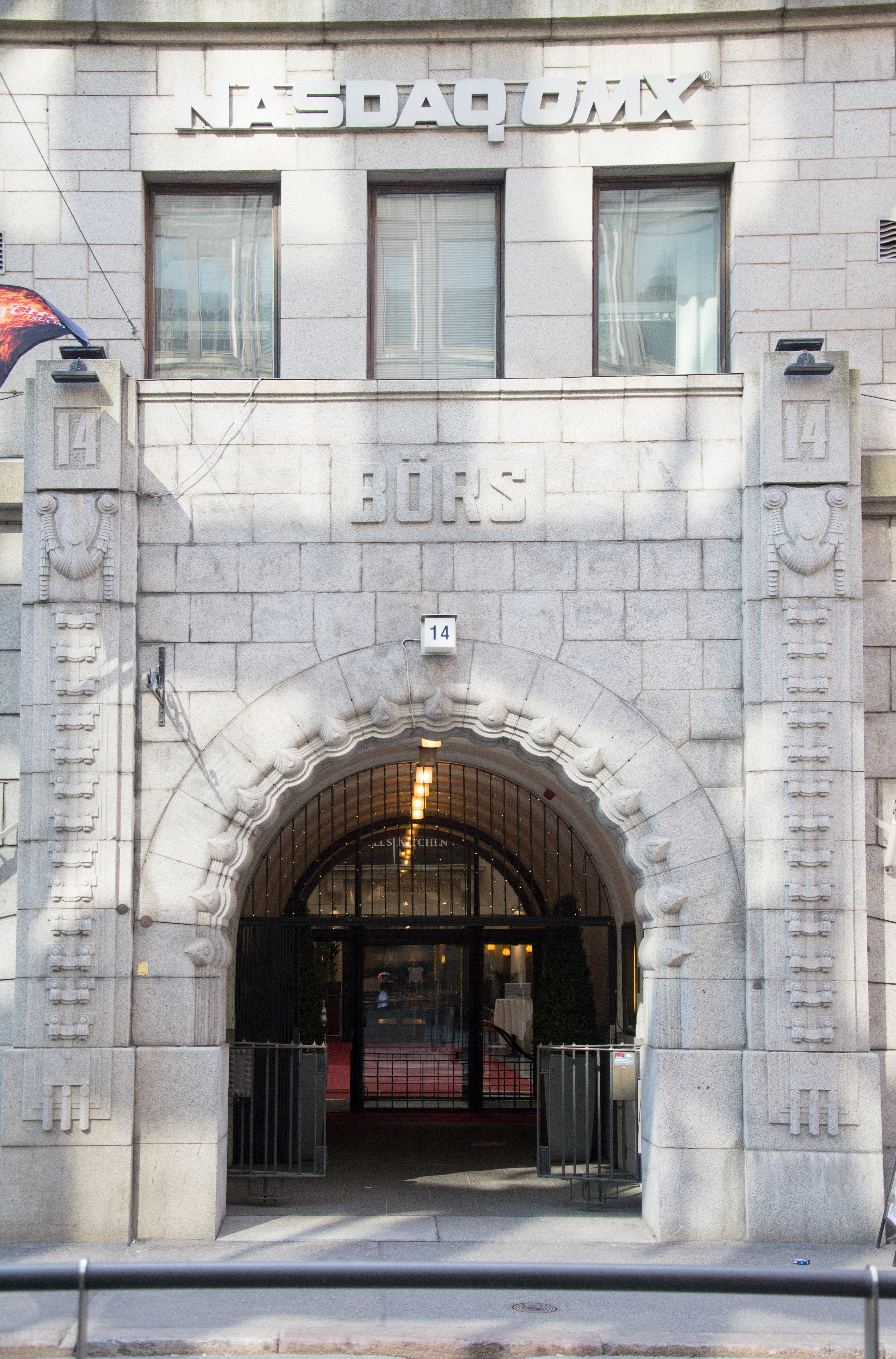

나스닥 헬싱키(Nasdaq Helsinki)는 예전에는 헬싱키 증권거래소(핀란드어: Helsingin Pörssi. 스웨덴어: Helsingforsbörsen)로 불려진 핀란드의 증권거래소이다.
2003년 9월 3일 이후, 나스닥 노르딕(이전에는 OMX라고 불렸다)의 일부가 되었다. OMX 합병 이후 OMX 헬싱키(OMXH)로 일컬어졌고, 2008년 2월 나스닥 주식회사의 인수가 진행되어, 나스닥 OMX 헬싱키, 현재 나스닥 헬싱키로 불리게 되었다.

## 같이 보기
- 나스닥 코펜하겐
- 나스닥 스톡홀름
- 나스닥 노르딕
- 나스닥 빌뉴스
- 나스닥 리가
- 나스닥 탈린
- 나스닥 아이슬란드